# Pablo Alarcón
Pour les articles homonymes, voir Alarcon.
Alarcón  Cares est un nom espagnol. Le premier nom de famille, en général paternel, est Alarcón ; le second, en général maternel, souvent omis, est Cares.
Pablo Alarcón Cares, né le 15 mai 1988 à Osorno, est un coureur cycliste chilien.

## Palmarès et résultats

### Palmarès par année
- 2012
  - 2e du championnat du Chili sur route
- 2014
  - 2e du championnat du Chili sur route
- 2016
  - Grand Prix de San José
- 2017
  - 3e étape de la Ruta del Centro
- 2018
  - 2e étape de la Ruta del Centro
- 2019
  - 3e étape du Tour de Chiloé
  - 3e étape (b) du Tour de Beauce
  - 10e étape du Tour du Costa Rica
  - 2e du Tour de Chiloé
- 2023
  - 1re étape du Tour de l'Équateur
  - 3e étape du Tour du Guatemala

### Classements mondiaux
| Année                                 | 2015 | 2016 | 2017  | 2018 | 2019 | 2020 | 2021  | 2022 | 2023  |
| ------------------------------------- | ---- | ---- | ----- | ---- | ---- | ---- | ----- | ---- | ----- |
| Classement mondial                    |      | nc   | 1168e | nc   | 598e | 831e | 1607e | nc   | 2354e |
| UCI America Tour                      | 447e | 61e  | 86e   | nc   | 65e  | 60e  | 258e  | nc   | nc    |
|                                       |      |      |       |      |      |      |       |      |       |
| Légende : nc = non classéSource : UCI |      |      |       |      |      |      |       |      |       |